# مزرعه بهزادیان
مزرعه بهزادیان یک منطقهٔ مسکونی در ایران است که در دهستان میامی (مشهد) واقع شده‌است.